# Districtul Burgenland
Districtul Burgenland este un district rural (Landkreis) în partea de sud a landului Saxonia-Anhalt, Germania.